# 松山陣屋

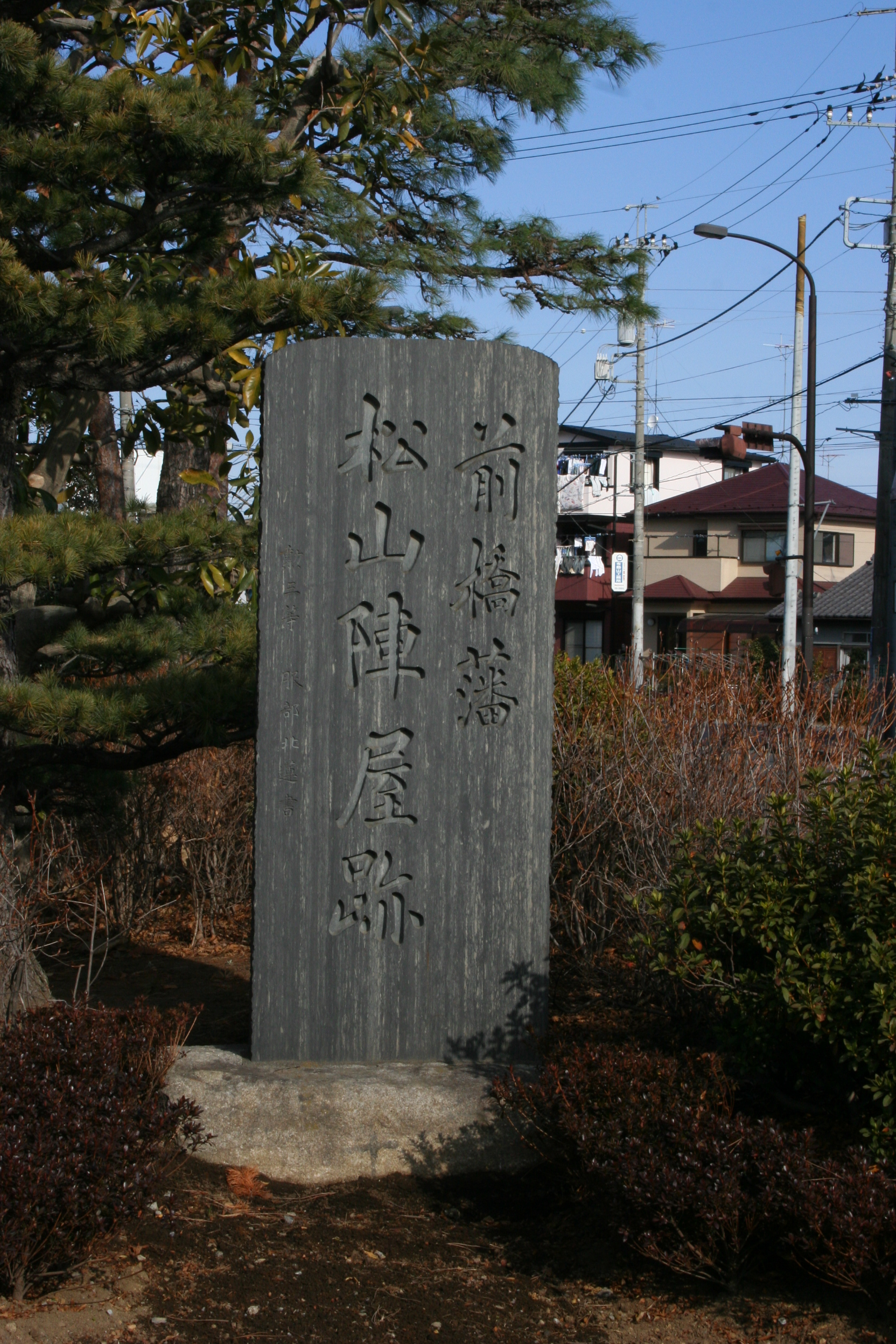
東松山市役所敷地内に立つ、松山陣屋跡の石碑。

松山陣屋（まつやまじんや）は、埼玉県東松山市（武蔵国比企郡松山）にあった前橋藩の陣屋。旧小川街道の北側に内陣屋、南側に外陣屋があり、土塁・堀を備えた大規模なものだった。跡地は東松山市指定史跡となっている。

## 概要
幕末、川越藩主・松平直克は上野国の前橋城を再建し、居城を川越城から前橋城に移転したことで、松平領は前橋藩と改められた。その際、武蔵国内の比企郡・高麗郡・入間郡・埼玉郡周辺の6万石余の領地が前橋藩から見て飛び地になることから、この地域の統治を行うために松山に陣屋が建設されることとなった。慶応3年（1867年）2月に前橋城の普請が完了すると、同月松山周辺の寺院などに松山陣屋の普請のために前橋藩の仮の役所が分散して設置された。3月に領内からのべ3万人余を動員して土手の築造・整地が行われ、5月から完成した長屋に順次藩士が入居し8月には役所も移転し執務を開始した。松山陣屋付の前橋藩士は258名がいた。
完成のわずか2ヶ月後に大政奉還を迎えたが、その後も明治4年（1871年）の廃藩置県まで前橋藩の領内統治の役目を担った。
松山陣屋が管轄した武蔵国内の前橋藩領は比企郡を中心に10か郡157か村におよび、明治3年（1870年）時点での石高は62,445石余であった。

## 構造
周りを土塁と城塀、更にその外側を空堀で固めた陣屋としてはかなり大規模なもので、敷地は約87,000平方メートルに及び国内でも最大規模だったといわれる。松山陣屋の範囲は、現在の松山市松葉町1丁目のほぼ全域にあたる。
小川道より北を内陣屋、南を外陣屋と呼び、内陣屋の周囲には幅約7メートルの堀と高さ約2.7メートルの土手がめぐっていた。内陣屋の範囲は東松山市役所（北）の交差点を北東端、八幡神社の少し東を南西端として、南東部分に切り欠きのある長方形の形状だった。内陣屋の中には現在の東松山市役所の位置に役所、総合会館のあたりに御殿があり、他に藩士の住居が建ち並び、北東端には砲台が置かれていた。南東の切り欠き部分に大手門があり、表門の外、現在武蔵野銀行東松山支店が立地する場所は広小路と呼ばれる約50メートル四方の広場となっていた。また堀の外側だが内陣屋の南西、現在八幡神社の立地する場所は土手が築かれて鉄砲場となっていた。小川道を挟んで南側の外陣屋には銃兵隊、散兵隊などの長屋が建ち並んでいた。
陣屋というよりは前橋城の支城としての目的があったと推測される。しかし1867年幕末の動乱期、5ヵ月の突貫工事で完成させたが、完成後わずか２ヵ月後に大政奉還となってしまった。その後1871年、廃藩置県を迎えたが、暫くの間、地域の治安維持にあたった。1877年、敷地内に小学校が創設され、その役目を完全に終えた。
明治以降は御殿を中心に役所として使われたものの、現在ではほとんどその遺構は残されていない。が、東松山市役所の一角に「前橋藩 松山陣屋跡」と書かれた石碑と案内板が設置されている。また、八幡神社前には鉄砲場であったことを示す石碑が設置されている。